# Begunsko taborišče
 Begunsko taborišče je prostor, v (na) katerem so nameščeni begunci.
Begunci iz svoje dežele največkrat pribežijo zaradi različnih vojn in lakote. Pri velikem številu beguncev se gre za problem izgnanstva.
Po 2. svetovni vojni so v Nemčiji in drugih evropskih deželah stala mnoga taborišča za begunce in izgnance, npr. za Jude. Ta taborišča so služila kot prehodne postaje za nadaljnja potovanja, dodelitev dovoljenja za priselitev in vključitev v novo domovino.
Svetovo znana so predvsem palestinska begunska taborišča:
- Nabatiye
- Dschenin
- Rafah